# La habitación olvidada

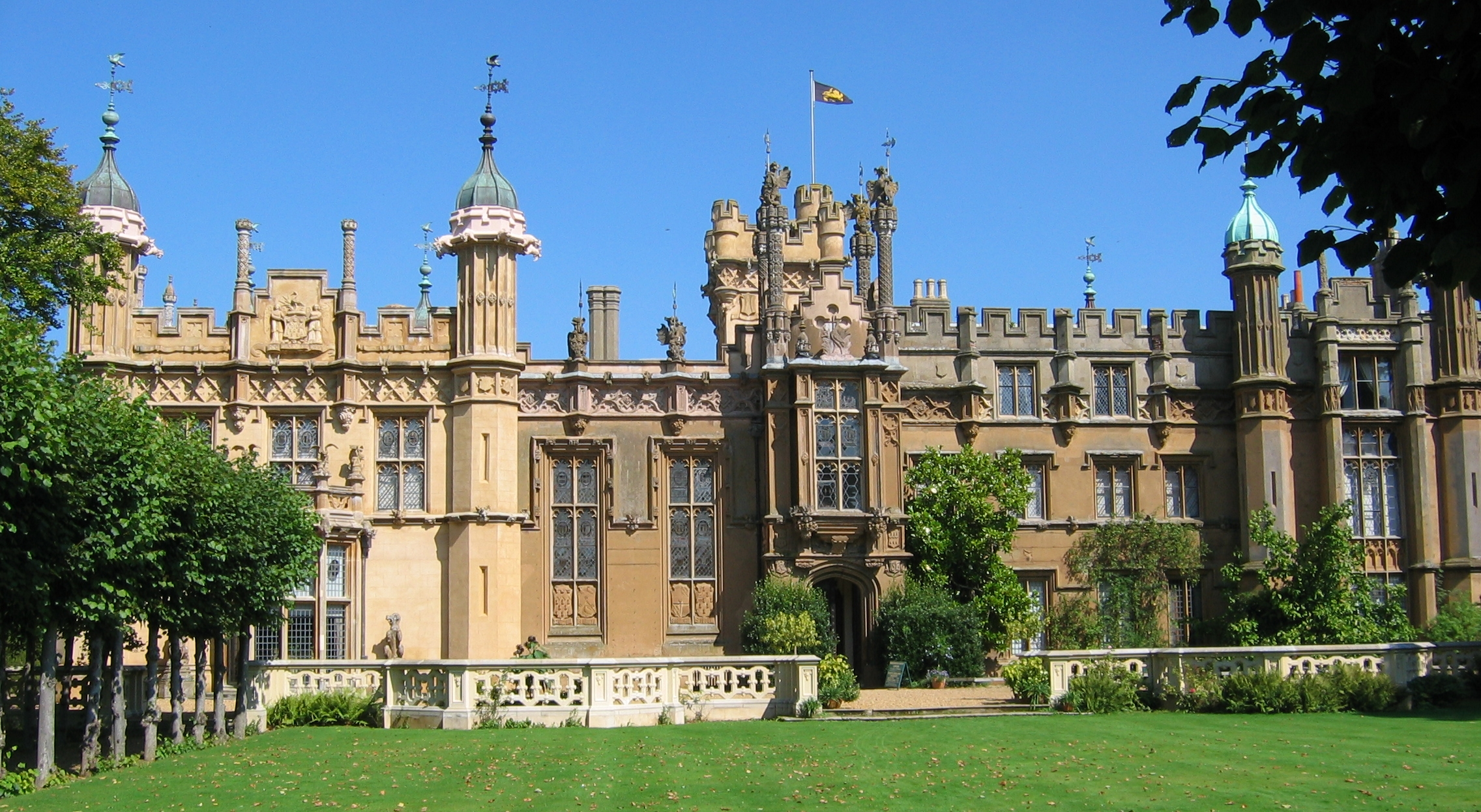
La Knebworth House, en la que se inspira la novela

La habitación olvidada es una novela de Lincoln Child publicada en España por la editorial Plaza y Janes en 2016 con traducción de Raúl Garcia Campos. Es el cuarto libro en el que aparece el investigador de enigmas Jeremy Logan. 

## Argumento
Jeremy Logan, especialista en fenómenos que carecen de explicación lógica, recibe una llamada urgente del director de Lux, uno de los grupos de investigación estadounidenses más antiguos y respetados. En la espectacular mansión costera sede de la organización acaba de tener lugar un trágico acontecimiento que requiere su presencia. Días antes Willard Strachey, un hombre equilibrado y amable, uno de los científicos más prestigiosos del centro, empezó a comportarse de un modo extraño y arremetió con violencia contra su ayudante. Sus compañeros lo redujeron y lo encerraron en la biblioteca. Minutos después encontraron el cuerpo sin vida de Strachey decapitado con el cristal de una de las ventanas.
En los últimos meses el científico se había volcado en la restauración de un ala de la propiedad y fue allí donde Logan hizo un descubrimiento inesperado: una habitación cuya existencia ignoraba el resto del grupo y en la que aparentemente nadie ha entrado desde hace décadas. En la habitación, que no aparece en los planos de la casa, encuentra un misterioso objeto de madera, un intrigante artilugio relacionado con un proyecto secreto de gran magnitud. La naturaleza de dicho proyecto y lo que pasó en esa habitación obligarán a Logan a afrontar un peligro inesperado.